# چتان هانسراج
چتان هانسراج (به انگلیسی: Chetan Hansraj) (زاده ۱۵ ژوئن ۱۹۸۱) بازیگر هندی است.
از فیلم‌هایی که وی در آن نقش داشته است می‌توان به بادیگارد، تیراندازی در وادالا، نترس، قهرمان، دان، قدرت و روزی روزگاری در بمبئی دوباره! اشاره کرد.